# ناف (فیلم)
فیلم ناف به کارگردانی محمد شیروانی و بازیگری مانا ربیعی، خسرو حسن زاده، رضا حسن زاده در سال ۲۰۰۴ ساخته شد.

## محتوا
فیلم دربارهٔ چگونگی خلق انسان است. زنی پس از سال‌ها به ایران برگشته و به خانهٔ دوستانش می‌رود...

## اکران اینترنتی
محمد شیروانی در اردیبهشت نود و سه در اقدامی اعتراضی فیلم‌هایش را در سایت خود به حراج گذاشت.